# تايلور ويبستر
تايلور ويبستر هو صحفي وسياسي أمريكي، ولد في 1 أكتوبر 1800 في بنسيلفانيا في الولايات المتحدة، وتوفي في 27 أبريل 1876 في نيو أورلينز في الولايات المتحدة. نشط حزبياً في ديمقراطية جاكسونية والحزب الديمقراطي. وقد انتخب عضو مجلس نواب أوهايو ‏ وانتخب عضو مجلس النواب الأمريكي ‏.